# (2407) Haug
(2407) Haug (1973 DH) – planetoida z pasa głównego asteroid okrążająca Słońce w ciągu 5 lat w średniej odległości 2,92 au. Odkryta 27 lutego 1973 roku.